# Owain Lawgoch
Owain Lawgoch (engelsk: Owain af den Røde Hånd, fransk Yvain de Galles), fulde navn Owain ap Thomas ap Rhodri (ca 1330 – Juli 1378), var en walisisk soldat, der tjente i Spanien, Frankrig, Alsace og Schweiz. Han ledte et Grandes Compagnies, der kæmpede for Frankrig mod England under hundredårskrigen. Som den sidste politisk aktive slægtning til Llywelyn den stores mandlige linje, krævede han titlen som Prins af Gwynedd og af Wales.